# Aspius vorax
Aspius vorax är en fiskart som beskrevs av Heckel, 1843. Aspius vorax ingår i släktet Aspius och familjen karpfiskar. Inga underarter finns listade.

## Bildgalleri

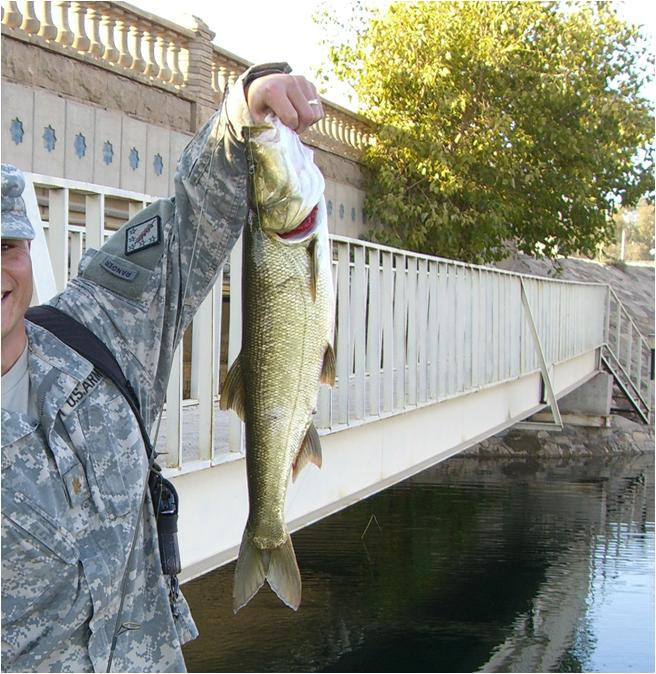